# Kevin Viezee
Kevin Viezee (* 20. Januar 1997) ist ein niederländischer Leichtathlet, der sich auf den Mittelstreckenlauf spezialisiert hat.

## Sportliche Laufbahn
Erste internationale Erfahrungen sammelte Kevin Viezee im Jahr 2019, als er bei den U23-Europameisterschaften in Gävle mit 1:51,38 min in der Vorrunde im 800-Meter-Lauf ausschied. Bei den Crosslauf-Europameisterschaften 2023 in Brüssel gewann er in 19:46 min gemeinsam mit Jetske van Kampen, Maureen Koster und Bram Anderiessen die Silbermedaille in der Mixed-Staffel hinter dem französischen Team.

## Persönliche Bestzeiten
- 800 Meter: 1:47,64 min, 10. Juni 2023 in Oordegem
  - 800 Meter (Halle): 1:47,18 min, 29. Januar 2022 in Apeldoorn
- 1500 Meter: 3:44,06 min, 17. Juni 2023 in Nijmegen